# Tři postavy
Tři postavy (Sloupy) je sousoší od Miloslava Chlupáče, které stojí od roku 1984 v Praze 7 – Troji v západní části zoologické zahrady.

## Historie
Sousoší vzniklo roku 1970 pro Leninovu třídu (Evropská) jako součást výtvarného řešení rekonstrukce této ulice v letech 1964–1972. Umístěno zde bylo v západní části sídliště Červený Vrch u křižovatky ulic Evropská a Kladenská. V roce 1975 byl přemístěno do trojské zoologické zahrady, podle kunsthistorika Jiřího Šetlíka byla exemplárně odstraněna jako jedinému sochaři v Praze, a to prý na příkaz poslance a malíře Vladimíra Šolty.
Součástí rekonstrukce Leninovy třídy v letech 1964–1972 Výtvarné řešení rekonstruované trasy Kladenská–Velvarská) byl vznik několika uměleckých děl, například „Setkání u studny“ od Bedřicha Stefana, „Dutá torza“ od Aleše Grima, „Adam a Eva“ od Zdeňka Šimka, „Dvojice“ od Zdeňka Palcra, vjezdová brána Vokovického hřbitova od Josefa Symona umístěná v kubizujícím oplocení z pohledového betonu od architekta Stanislava Hubičky, „Kamenný květ“ od Zdeny Fibichové nebo „Vzlet“ autorů Valeriána Karouška a Jiřího Nováka.

## Popis
Jedná se o tři sloupy vysoké 6 metrů vysekané z pískovce.